# Saint-Romain-sur-Cher
Saint-Romain-sur-Cher is een gemeente in het Franse departement Loir-et-Cher (regio Centre-Val de Loire). De plaats maakt deel uit van het arrondissement Blois. Saint-Romain-sur-Cher telde op 1 januari 2022 1.458 inwoners.

## Geografie
De oppervlakte van Saint-Romain-sur-Cher bedroeg op 1 januari 2022 31,17 vierkante kilometer; de bevolkingsdichtheid was toen 46,8 inwoners per km².

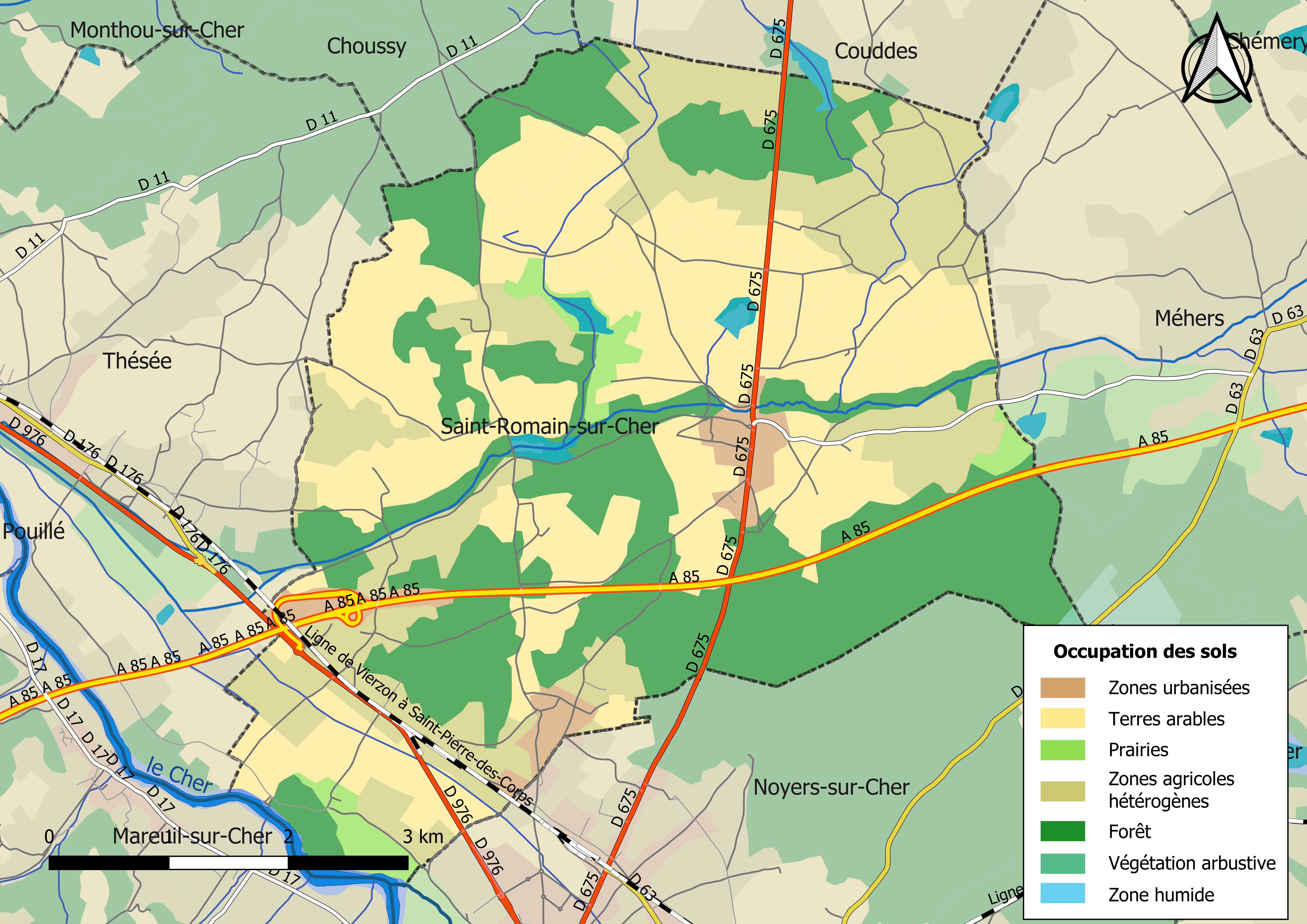
Kaart van de gemeente met de belangrijkste infrastructuur, bodemgebruik en omliggende gemeenten

## Demografie
Onderstaande figuur toont het verloop van het inwonertal (bron: INSEE-tellingen).